# Polyclysta miskinaria
Polyclysta miskinaria är en fjärilsart som beskrevs av Louis Beethoven Prout 1940. Polyclysta miskinaria ingår i släktet Polyclysta och familjen mätare. Inga underarter finns listade i Catalogue of Life.